# Rauville-la-Bigot
Rauville-la-Bigot is een gemeente in het Franse departement Manche (regio Normandië). De plaats maakt deel uit van het arrondissement Cherbourg-Octeville. Rauville-la-Bigot telde op 1 januari 2022 1.091 inwoners.

## Geografie
De oppervlakte van Rauville-la-Bigot bedroeg op 1 januari 2022 17,16 vierkante kilometer; de bevolkingsdichtheid was toen 63,6 inwoners per km².

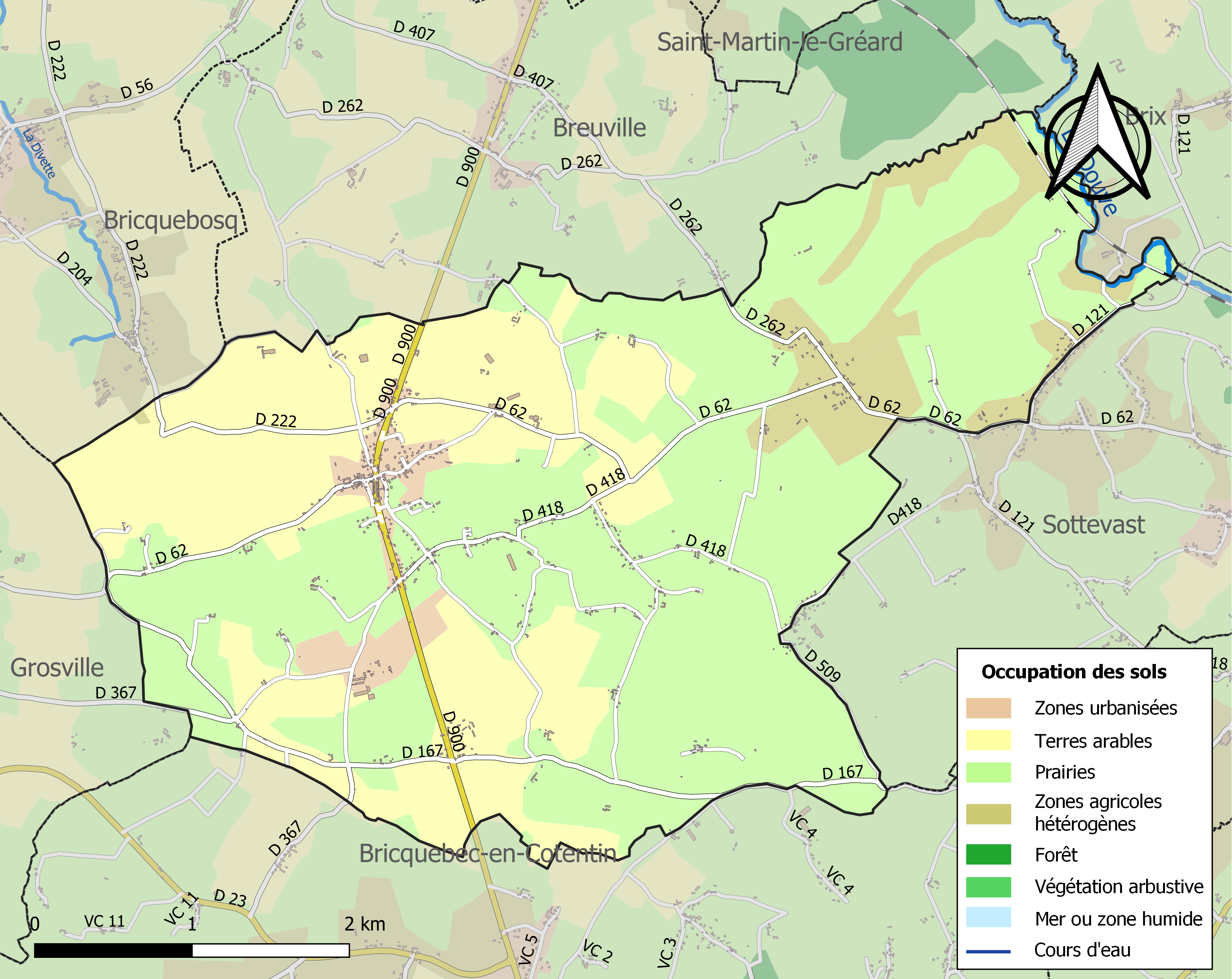
Kaart van de gemeente met de belangrijkste infrastructuur, bodemgebruik en omliggende gemeenten

## Demografie
Onderstaande figuur toont het verloop van het inwonertal (bron: INSEE-tellingen).